# 카팔비오
카팔비오(이탈리아어: Capalbio)는 이탈리아 토스카나주 그로세토도에 있는 코무네다. 피렌체에서 남쪽으로 150km, 그로세토에서 남동쪽 45km 거리에 있다.

## 역사
이곳의 명칭은 이 지역을 땅을 파면 나오는 알라바스터으로 인해 라틴어 카푸트 알붐(Caput Album, 하얀 동굴) 또는 캄푸스 알부스(Campus Albus, 하얀 땅)에서 전래되었다.
카팔비오는 서기 805년에 샤를마뉴가 이 지역을 로마 인근에 폰타네 수도원에 기증하면서 역사에 처음 언급되었다. 1161년까지 교황 알렉산데르 3세의 소유였다가 이후 알도브란데스키 가문에게 넘어갔고, 그 뒤를 이어 오르비에토와 시에나 공화국, 오르시니 가문에게 넘어갔다.
1555년에 스페인인들에게 정복당였고, 그 후 토스카나 대공국의 코시모 데 메디치 1세의 소유가 되었다.
1860년에 이탈리아 왕국의 영토가 되었고 1960년에 독립 코무네가 되었다.

## 카팔비오 DOC
카팔비오 인근의 언덕은 디저트 빈 산토 스타일 같은 레드, 화이트, 로제 와인을 생산하는 데노미나치오네 디 오리지네 콘트롤라타이다.